# Laura De Neve
Laura De Neve (9 oktober 1994) is een Belgische voetbalspeelster. Sinds 2012 speelt ze in de verdediging/middenveld bij Anderlecht in de Super League. Ze speelt ook voor de Red Flames.

## Loopbaan

### Club
De Neve startte haar loopbaan bij de jeugd van FCV Dender EH. Sinds seizoen 2012-13 komt ze uit voor Anderlecht. Met Anderlecht won ze in 2012-13 de Beker van België, in 2015-16 speelde ze opnieuw de finale maar verloor deze van Lierse.

### Red Flames
De Neve maakte haar debuut bij de Nationale ploegen op 10 mei 2008 in Pilica tegen Polen, dit voor bij de Flames-15 als de Flames-19. Beide wedstrijden werden gewonnen met 0-3. In totaal speelde ze 3 wedstrijden voor de Flames-15. Haar laatste was op 3 mei 2009 tegen Nederland, deze werd verloren met 0-2.
Eerder dat jaar speelde ze haar eerste wedstrijd voor de Flames-17, dit op 10 maart, ook een wedstrijd tegen Nederland. In totaal wist ze voor de Flames-17 in 25 wedstrijden 4 doelpunten te maken. Haar laatste wedstrijd was een 1-0 overwinning tegen Italië op 14 april 2011 in Rokycany in Tsjechië. Dit was voor de tweede kwalificatie ronde voor het Europees kampioenschap in in Zwitserland.
Voor de Flames-19 speelde ze in totaal 19 wedstrijden en scoorde er 1 keer. Dit was in de kwalificatiewedstrijd voor het Europees kampioenschap in Turkije op 19 september 2011 tegen Litouwen, de wedstrijd werd gewonnen met 6-1. De kwalificatiewedstrijd tegen Rusland, die met 1-0 gewonnen werd, was tevens ook haar laatste voor de Flames-19. 
De Neve  werd voor de eerste keer geselecteerd voor de Red Flames voor de kwalificatiewedstrijd tegen Albanië maar speelde niet. Haar eerste wedstrijd speelde ze 4 dagen later tegen Noorwegen, waar ze in de 88e minuut inviel voor Lorca Van De Putte.
In 2016 zat ze ook bij de selectie voor de Algarve Cup in Portugal waar ze 3 wedstrijden speelde.
De Neve was ook geselecteerd voor de wedstrijden in de Cyprus Cup. Door een blessure in de competitie kon ze niet deelnemen aan het tornooi en werd ze vervangen door Sarah Wijnants.

#### Statistieken
| België -15 | België -15 | België -15 |
| Jaar       | Caps       | Doelp.     |
| ---------- | ---------- | ---------- |
| 2008       | 2          | 0          |
| 2009       | 1          | 0          |
| Total      | 3          | 0          |

| België -17 | België -17 | België -17 |
| Jaar       | Caps       | Doelp.     |
| ---------- | ---------- | ---------- |
| 2009       | 10         | 3          |
| 2010       | 10         | 1          |
| 2011       | 5          | 0          |
| Total      | 25         | 4          |

| België -19 | België -19 | België -19 |
| Jaar       | Caps       | Doelp.     |
| ---------- | ---------- | ---------- |
| 2008       | 2          | 0          |
| 2009       | 0          | 0          |
| 2010       | 0          | 0          |
| 2011       | 6          | 1          |
| 2012       | 8          | 0          |
| 2013       | 3          | 0          |
| Total      | 19         | 1          |

| België | België | België |
| Jaar   | Caps   | Doelp. |
| ------ | ------ | ------ |
| 2013   | 2      | 0      |
| 2014   | 1      | 0      |
| 2015   | 0      | 0      |
| 2016   | 6      | 0      |
| Total  | 9      | 0      |